# Кишка, Джош
Джошуа Майкл Кишка, известный как Джош Кишка, (23 апреля 1996, Флинт, Мичиган, США) — американский певец и автор песен, вокалист рок-группы Greta Van Fleet, в которую также входят его брат-близнец Джейк Кишка (гитарист), ещё один его брат Сэм Кишка (басист и клавишник) и их друг Дэнни Вагнер (барабанщик).

## Биография

### Юность
Джош Киска вырос во Франкенмуте (штат Мичиган, США) со своим братом-близнецом Джейком, сестрой Вероникой и самым младшим братом Сэмом. С раннего возраста его родители Келли (отец) и Карен (мать) Кишка погрузили его в музыкальную, кинематографическую и литературно-художественную вселенную.

### Личность
В музыкальном плане на него в основном повлияли Джо Кокер, Демис Руссос, Джон Денвер и Хаулин Вулф. Он также ценит этническую музыку.
Джош Кишка также увлекается театром. В 17 лет он сыграл роль Вилли Вонки в спектакле «Чарли и шоколадная фабрика» с местной труппой Muth Community Player (2013).
Он особенно любит кино, точнее режиссуру. Он говорит, что написал несколько сценариев короткометражных фильмов. Это работа, которой он хотел бы заняться, если бы группы не существовало.
Джош Кишка имеет склонность к сочинительству и в основном пишет тексты для песен группы, хотя иногда вносят свой вклад и другие участники.

### Greta Van Fleet
Джош Кишка сформировал группу Greta Van Fleet со своими братьями Джейком (гитарист) и Сэмом (басист и клавишник) и их другом Кайлом Хауком (барабанщик) в 2012 году (последнего в 2013 году заменил Дэнни Вагнер).
Он лидер-вокалист и любит говорить, что его голос такой же инструмент, как гитара, бас или барабаны. На сцене он также иногда аккомпанирует себе на бубне. В 2019 году наряды, которые он носит на концертах в рамках тура March Of The Peaceful Army, являются уникальными творениями на заказ (туники, покрытые вышивкой) стилистом Кэтрин Хан и художником StayChillBill .
Из-за его голоса и языка тела Джоша часто сравнивают с Робертом Плантом из легендарной группы Led Zeppelin.

### Активизм
Джош приверженец защиты окружающей среды. Например, в 2019 году он сотрудничал с брендом Parks Project, продав футболку, прибыль от которой предназначалась для помощи американским национальным паркам .
Вместе с группой он поддерживает благотворительные, гуманитарные организации или в области музыки, делая пожертвования, в частности, во время пандемии коронавируса.
После убийства Джорджа Флойда 25 мая 2020 года, вместе с другими участниками группы высказался в поддержку движения Black Lives Matter.
В октябре 2020 года группа подписывает корсет, который впоследствии будет продан с аукциона в пользу больных раком груди в Медицинском центре Херли (Флинт, Мичиган). В том же месяце гитара с автографами всех членов группы была продана с аукциона в пользу Исторической ассоциации Франкенмута.
С 20 ноября 2020 года группа сотрудничает с брендом Happy Earth, продавая многоразовые бутылки для воды (ограниченный тираж 100 экземпляров) с изображением их сингла My Way, Soon. Вырученные средства идут на поддержку экологических программ.

## Дискография

### студийные альбомы
- 2018 : Anthem of the Peaceful Army (Republic Records)
- 2021 : The Battle at Garden’s Gate (Republic Records)

### EP
- 2017 : Black Smoke Rising (Republic Records)
- 2017 : From the Fires (Republic Records)

### Синглы
- 2019 : Always There (Republic Records)

## Награды
- 2017 : Лучшие новые исполнители на церемонии вручения наград Loudwire Music Awards .
- 2019 : Лучший рок-альбом на церемонии вручения премии «Грэмми» с From the Fires .
- 2019 : Рок-песня года на церемонии вручения музыкальных наград iHeartRadio Music Awards с Safari Song .
- 2019 : Лучший иностранный альбом на Fryderyk Awards с Anthem of The Peaceful Army .